# 中古經堂
中古經堂位於四川省甘孜州九龍縣，文物遺址年代判定為明。2012年7月16日公佈為第八批四川省文物保護單位。
中古經堂位於四川省甘孜藏族自治州九龍縣湯古鄉湯古村。占地面積為115.26平方米，系三層石木結構建築，懸山頂，經堂南北長11.3米，東西寬10.2米。該經堂第二層的牆壁、天花板、大樑、牆柱上均繪有藏傳佛教壁畫，線條清晰，色彩絢麗。壁畫為明代時期所作，雖歷經百年，但無論是色澤還是人物形象描繪，都堪稱一絕。中古經堂是研究當地宗教建築以及壁畫藝術的重要實物資料。